# Severo Carra
Severo Carra (Verona, 24 settembre 1902 – ...) è stato un calciatore italiano, di ruolo portiere.
Era conosciuto anche come Carra I per distinguerlo da Giulio, anch'egli calciatore del Verona.

## Carriera
Debutta in massima serie con il Verona nella stagione 1923-1924; difende la porta dei gialloblu per tre anni totalizzando 31 presenze.